# Kayu Kul
Kayu Kul is een bestuurslaag in het regentschap Aceh Tengah van de provincie Atjeh, Indonesië. Kayu Kul telt 1030 inwoners (volkstelling 2010).